# Lhbt-linguïstiek
Lhbt-linguïstiek, ook bekend als lavendeltaalkunde, queer linguïstiek of regenboogtaalkunde, is een vorm van taalkunde die ontstond in de jaren '90 en focust op de taal en het taalgebruik van mensen uit de lhbt-gemeenschap.

## Vroeg onderzoek
Veel onderzoek van voor de jaren '80 richtte zich op het vastleggen van woorden en het ontcijferen van argot. De eerste onderzoeker die dit deed was Allen Walker Reed, een professor aan de Columbia-universiteit die graffiti in openbare toiletten vastlegde in het Noord-Amerika van de jaren '20. Een gedeelte van deze graffiti betrof homoseksuele acties. Gershon Legman, een folklorist volgde dit op in 1941 met zijn 'The Language of the Homosexual', een overzicht van woorden en hun betekenissen binnen de homogemeenschap. Edward Sagarin publiceerde in 1951 en korte studie over homoseksuele taal en waarom deze ontstaan was. Hij vermoedde dat dit werd veroorzaakt door het verlangen om neutrale woorden te hebben om eigen geaardheid te kunnen beschrijven. Toch bestempelde hij deze taal als niet natuurlijk ontstaan, juist vanwege de noodzaak tot geheimzinnigheid.

### Jaren 1960 en 1970
In de jaren 1960 ging antropoloog D. Schonenschein in tegen het beeld dat de taal enkel diende om geheimen in stand te houden. Schonenschein gaf aan dat de taal ook diende om gemeenschap op te bouwen. Vanaf deze periode komt er ook onderzoek naar camp taalgebruik, dat in sommige gevallen gekoppeld werd aan homoseksualiteit. In de jaren 1970 werd al snel weer bestreden dat homoseksuele taal diende om gemeenschap op te bouwen door verschillende onderzoekers. Tevens kwam The Queen's Vernacular uit, een enorme lexicon van homoseksuele taal die 12000 woorden bevatte.
In 1976 kwam Michael Halliday met het concept van anti-taal, taal die zich ontwikkelt binnen een anti-samenleving, een alternatieve samenleving die zich binnen een bestaande samenleving nestelt. Voorbeelden van dergelijke taal zijn lhbt-talen zoals Polari, een taal die zich in de Engelse lhbt-gemeenschap ontwikkelde, Lubunca, een soortgelijke taal uit het Ottomaanse Rijk en hedendaags Turkije en Hijra Farsi een Zuid-Aziatische taal die door hijra's wordt gesproken.

### Verschuiving van de jaren '80
In de jaren '80 vindt er een verschuiving plaats van focus op vocabulaire van lhbt'ers naar linguïstische code, waarbij meer naar woordgebruik in context wordt gekeken. Een voorbeeld hiervan was het boek Gayspeak: Gay Male and Lesbian Communication, een bundel waarin deze taalkundige code werd onderzocht.

## Lavendeltaalkunde
William Leap, een onderzoeker aan de American University organiseerde in 1993 de eerste Lavender Languages and Linguistics Conference. Deze conferentie wordt jaarlijks herhaald en sinds 2012 ondersteund door het ook door Leap opgerichte Journal of Language and Sexuality.
Door Leaps inzet is het onderzoek naar lhbt-taal gegroeid. Zo is er een eigen lhbt-vocabulaire, die bij jongere generaties zodanig op het Engels gericht is, dat homoseksuele jongeren ook wel gebruik maken van code switching wanneer zij spreken over lhbt-onderwerpen.
Naast vocabulaire hebben onderzoekers ook een lhbt-tongval gevonden. Zo bleek uit onderzoek dat lesbische vrouwen veelal een tragere, lagere stem hebben dan heteroseksuele vrouwen. Homoseksuele mannen zouden een slisklank in hun spraak bewust aanzetten.
Recent onderzoek richt zich ook wel op gebruik van postmoderne en feministische concepten zoals intersectionaliteit van gender en seksualiteit met andere identiteiten en discoursanalyse.